# 4·19 혁명

1960년 3월 15일 자《동아일보》에 게재된 3.15 부정선거 관련 기사

4·19 혁명(四一九革命) 또는 4월 혁명(四月革命)은 1960년 4월 19일 대한민국의 학생과 시민들이 이승만 정부의 부정부패에 대항하여 일으킨 민주 항쟁이다. 3월 15일에 실시된 대통령과 부통령 선거에서 자유당 정권이 이기붕을 부통령으로 당선시키기 위한 개표조작에 반발해 부정선거 무효와 재선거를 주장하는 학생들이 시위를 시작했고 대규모의 시민들이 참여하며 전국적으로 확대된 반독재 투쟁이자 혁명이었다. 부정 선거 당시 이승만 정부와 자유당은 4할 사전 투표, 투표함 바꿔치기 등의 부정 선거를 저질렀다.
3·15 마산 의거에 참여한 김주열이 실종된 지 27일 만인 4월 11일 아침, 마산 중앙부두 앞바다에서 오른쪽 눈에 경찰이 쏜 최루탄이 박힌 채 시신으로 떠오른 것이 부산일보의 허종 기자를 통해 보도되면서 시위가 전국적으로 퍼지며 격화되었다. 4월 18일에는 고려대 학생들이 시위 후 귀교 중 피습을 당하기도 했다. 4월 19일 경찰이 대통령 관저인 경무대로 몰려드는 시위대를 향해 발포하여 다수의 희생자가 발생했고, 발포 이후 시위대는 무장하여 경찰과 총격전을 벌이며 맞섰다.
전국민적 저항과 군지휘부의 무력동원 거부에 봉착한 대통령 이승만이 4월 26일 하야를 발표함으로써 이승만의 자유당 정권은 몰락하였고, 이 혁명의 결과로 과도 정부를 거쳐 6월 15일(6·15 개헌)에 제2공화국이 출범하였다.
개정된 헌법에 따라 국회는 참의원과 민의원으로 구성되었다. 국회에서 대통령으로 선출된 윤보선에 의해 지명된 장면이 국회의 동의를 얻어 국무총리에 취임하였다

## 명칭
4·19 민주혁명 혹은 4·19 학생운동, 4·19 의거, 4월 의거, 4월 혁명, 미완의 혁명 등으로도 일컫는다. 5·16 쿠데타 이후 군사정권에서는 '의거'(義擧)로 불리다가 문민정부부터 혁명으로 승격되었다.

## 개요

### 배경

1960년 3월 17일 자 동아일보. 3.15 부정선거 개표결과 이승만 대통령 4선 당선, 이기붕 부통령 당선을 보도한 기사.

1960년 민주당 대통령 후보였던 조병옥이 갑자기 사망하여 이승만이 단독 후보가 되었다.
그러나 민주당의 부통령 후보인 장면은 건재하였고, 이에 자유당은 부통령에 이기붕을 당선시키기 위해 어느 선거보다도 부정선거활동에 열을 올렸다. 정부로 하여금 공무원을 통한 선거운동망을 조직하고, 전국 경찰에 지시하여 이를 감시독찰하도록 하는 등 선거에 승리하기 위해 온갖 방법을 동원하였다.
2월 28일 대구에서 고등학생들이 “학원의 자유 보장하라”, “독재정치, 부정부패를 물리치자”는 구호를 앞세우며 대구 도심에서 시위를 벌였다.(2·28 대구 학생의거)
3월 15일 자유당의 대대적인 3·15 부정선거가 도화선이 되어 마산에서 부정선거에 대한 규탄 시위가 벌어졌다. 당시 내무부장관 최인규는 무자비하게 강경진압함으로써, 마산 시민들의 분노는 극에 달했고 이는 4·19 혁명의 도화선이 되었다. 결국 3월 18일 내무부장관 최인규와 치안국장 이가학이 마산사건의 책임을 지고 사임하였고, 내무부장관이 홍진기로 교체·임명되는 등 정국을 수습하려는 노력이 있었다.
4월 18일의 서울의 고려대학교 학생들이 정오에 총궐기 선언문을 발표한 후, 세종로-태평로 일대로 진출해 시위를 벌였다. 하지만, 유진오 고려대학교 총장 등의 만류로 하오 4시쯤 데모를 중단하고, 평화행진을 하면서 귀교하는 도중 신도환의 대한반공청년단 종로구 단장 임화수 등 폭력배들로부터 취재한 기자들 일부와 함께 학생들이 피습된 4·18 고려대학생 피습 사건이 일어났다. (학생시위의 주역을 지방의 고교생으로부터 서울의 대학생으로 바꾸어 놓았으며, 시위 목적도 부정선거 규탄에서 독재 타도로 전환시켰다는 데 그 의의가 큰 사건)
4월 19일 데모의 구호는 <3·15부정선거 다시 하라> <1인독재 물러가라> <이승만은 하야하라> 등 독재정권 퇴진과 민주수호를 요구하는 혁명적인 것이었다. 서울 시내가 완전히 무정부상태에 빠지자 당황한 정부는 오후 3시를 기해 서울 일원에 계엄령을 선포한 데 이어 유혈 사태가 벌어진 부산·대구·광주·대전에도 계엄령을 선포했다. 밤늦게까지 산발적으로 계속되던 시위는 송요찬 계엄사령관을 필두로 계엄군이 서울에 진주하면서 일단 가라앉았으나, 하루 동안의 시위로 서울에서만 1백여 명, 부산에서 19명, 광주에서 8명 등 전국적으로 186명의 사망자와 6,026명의 부상자라는 엄청난 희생자를 냈다. 그리고 4월 25일과 4월 26일의 데모로 이어졌다.

### 3·15 의거결과

1960년 4월 11일 자 동아일보. 3.15 마산 의거를 다룬 기사.

27일 동안 실종되었다가 눈에 최루탄이 박힌 채 마산 중앙부두에서 발견된 김주열

3·15 의거는 자유당 정권의 부정선거에 맞서 시민과 학생들이 항거한 사건으로, 이후 전 국민적 분노와 함께 4.19혁명의 도화선이 돼 이승만 정권을 무너뜨리게 된 계기를 마련했다. 3.15의거는 지난 2001년 제정된 민주화운동기념사업회법을 통해 대한민국 최초의 민주화 운동으로 규정됐으나, 4.19혁명의 연장선상에 있다는 이유로 오랫동안 독자적인 위상을 갖지 못했다가, 2010년 3월 9일 국무회의 의결을 통해 사실상 '국가기념일'로 확정됐다.
또한 전라남도 광주에서 투표소에서 부정표를 발견한 한 시민이 선관위에 항의하자 정치 깡패가 무자비하게 폭행한 것이 발단이 돼 시민 1천여 명이 낮 12시 45분부터 금남로에 모여 부정선거를 규탄하는 데모를 벌였다.

### 제2차 마산 시위
전라북도 남원 금지중학교를 졸업하여 경상남도 마산상업고등학교에 입학한 지 얼마 안 되어 1960년 3·15 마산 의거 때 행방불명되었던 열사 김주열의 시체가 약 한 달 뒤 즈음인 4월 11일 바다에서 발견되어 검시가 이루어졌는데, 검시 결과가 발표되지 않자 시민들이 병원으로 들어가 눈에서 뒷머리까지 최루탄이 박혀 있는 것을 확인하였다. 이 김주열 시체 인양사건이 알려지면서 당시 국민들의 분노는 극에 달하게 되어, 부정선거 시정을 요구하는 시위가 전국으로 확산된 4·19 혁명의 도화선이 되었다. 이날 시위대는 마산경찰서 무기고 문을 파괴하고 수류탄 1~3개를 탈취했으며 경찰서장실 앞뜰에 투척 폭발시켰다.

### 4·18 고려대학생 피습 사건
1960년 4월 18일 고려대생 3천여 명이 옛 국회의사당(부민관) 앞에서 연좌데모를 한 후 귀교하다가 정치깡패의 습격을 받아 한 명이 죽고 수십 명이 부상당한 사건.
신입생 환영회 날이었던 이날 오후 12시 50분 전교생은 「청년학도만이 진정한 민주역사 창조의 역군이 될 수 있음을 명심하고 총궐기하자」는 내용의 선언문을 채택하고 교문 밖으로 진출, 국회의사당에까지 이르렀다. 의사당 앞에서 △경찰의 학원출입 금지 △마산사건 책임자 처단 등을 요구하며 시위를 마친 후 귀교길에 올라 질서정연하게 행진하던 중, 선두가 종로 4가 천일극장 부근에 이르렀을 무렵 쇠갈고리·쇠사슬·쇠망치 등으로 무장한 50~60명의 괴한들이 튀어나와 학생들을 무차별 난타했다.(가해자 : 신도환의 대한반공청년단, 동네깡패 임화수)
자유당이 사육한 이들 폭력배와의 약 30분에 걸친 난투극 끝에 한상철이라는 학생이 죽고 50여 명의 학생이 부상당했으며, 현장을 취재하던 사진기자 3명이 카메라를 빼앗기고 구타당했다. 이 4·18고대생시위대 피습사건은 이튿날인 4월 19일 학생들이 일제히 궐기하게 만든 직접적인 계기가 되었고, 학생시위의 주역을 지방의 고교생으로부터 서울의 대학생으로 바꾸어 놓았으며, 시위목적도 부정선거규탄에서 독재타도로 전환시켰다는 데 그 의의가 크다.

### 증언
"4월 11일 마산에서 김주열 학생 시신이 발견된 게 도화선이 됐죠. 서울 지역 총학생회 간에 물밑 논의를 통해 19일 오전 9시 일제히 경무대와 중앙청 앞에 집결하는 것으로 행동 지침을 정했습니다. 경무대 앞엔 대학생만 2만여 명을 헤아릴 만큼 엄청난 군중이 몰렸습니다. 여기에 경찰이 무차별 총격을 가하면서 많은 희생자가 났습니다(사망 21명, 부상 172명). 과잉 진압은 국민을 격노시켰고, 결국 엿새 후 대학교수들의 시국선언과 대통령 하야로 이어졌습니다."

### 민주당의 대응

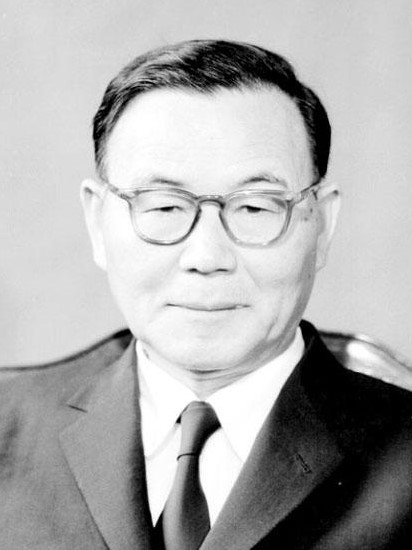
민주당측 시위사태 진상조사단장 윤보선

1960년 3월 15일 부정선거 규탄시위에 민주당 측에서는 윤보선 등이 부상당한 학생을 위문하였다. 4월 학생 시위의 진상조사단이 각 정당별로 꾸려질 때 그는 민주당측 부정선거 규탄사태 진상조사단장이 되어 마산과 부산, 창원 등을 순방하고 돌아왔다. 이어 정부의 부정선거를 항의하고 관련자 색출 처벌을 요청하였다.
1960년 4월 11일 윤보선은 민주당의 마산시위 진상조사단장에 임명되어 경상남도 마산으로 파견되었다. 당시 민주당에서는 최고위원회를 긴급 소집하여 대책을 숙의했다. 우선 현지에 내려가 사태의 진상을 조사, 파악하고 자유당 정권에 강력한 대응책을 요구하기로 결정했다. 회의에서 그가 조사단장으로 결정되었다. 그는 급히 조사단을 구성, 야당의원 세 사람을 동반하고 마산 현지로 내려갔다. 마산에 도착해 보니 온 시가지가 극히 혼란한 상태였다. 그것은 데모가 아니라 완전히 혁명이었다. 법에 의한 질서는 찾아볼 수가 없었고 흥분한 군중들에 의해 마산은 지배되어 있었다. 도착한 즉시 김주열이 안치된 병원에 가 보니 눈에 최루탄이 박힌 채 그대로 있었다. 그를 단장으로 한 민주당 진상조사단이 도착했다는 소식이 전해지자 마산 시민들은 데모를 중지하고 몰려와 사태를 빨리 해결해 시민들을 희생시킨 경찰을 처벌해줄 것을 요구하며 즉석 연설을 청하기도 했다.
윤보선은 마산시장과 경남도지사, 마산경찰국장, 그리고 법원 사람들을 만나 회의를 열고 군중에 대한 발포금지와 감금된 시민들을 석방할 것 등을 골자로하는 몇 가지 조건을 제시했다. 그 과정에서 그는 곤욕을 치르기도 했다. 회의장을 에워싸고 기다리던 시민들이 회의 결과가 빨리 발표되지 않자 무차별 투석을 가하고 전기를 끊는가 하면 폭력을 휘두르는 등 난폭한 행동을 벌였던 것이다. 그는 직접 피해를 당하지는 않았다.
| “ | 소란이 있은 후 밤에 모씨 집에서 잠을 자다가 멀리서 성난 파도처럼 만세 소리가 퍼져 나오다가 일제히 쏘는 총소리에 끊어지고 다시 만세 소리가 일어나는 것을 들었다. | ” |

이튿날 그를 비롯한 민주당 조사단은 다시 경찰서장과 지방법원 관계자들을 만나 해결책을 협의했으나 뚜렷한 합의점을 찾지 못하고 서울로 올라와야 했다. 당시 내무부차관은 마산 시민의 1차 봉기 배후에 공산당 조직과 민주당이 개입돼 있다고 발표하였다. 그리고 2차 봉기 역시 공산당 조직의 조정에 의한 것이라고 단언했다. 윤보선은 그런 사실이 없다며 즉각 반박성명을 냈다.
| “ | 내가 조사한 바로는 공산당 조직이 조정했다는 증거는 전혀 찾아볼 수 가 없었다. 그것은 자유당 정권이 애국적인 동기에서 부정선거를 규탄한 마산 시민들을 불순한 세력으로 몰아붙인 결과 밖에 되지 않았다. 아무리 궁여지책이라 하더라도 어찌 선량한 국민을 빨갱이 세력으로 매도할 수 있단 말인가. 떳떳하지 못한 정권이 돌이킬 수 없는 큰 죄를 범하는 것이 아니고 무엇이겠는가? | ” |

마산 현지에서 조사를 마치고 국회발언을 통해 윤보선은 마산 시민 봉기는 공산당의 폭동이 아니라 애국시민의 의거라고 규정지었다. 그러자 자유당은 윤보선에 대해 비난을 퍼부었다.

### 4월 19일

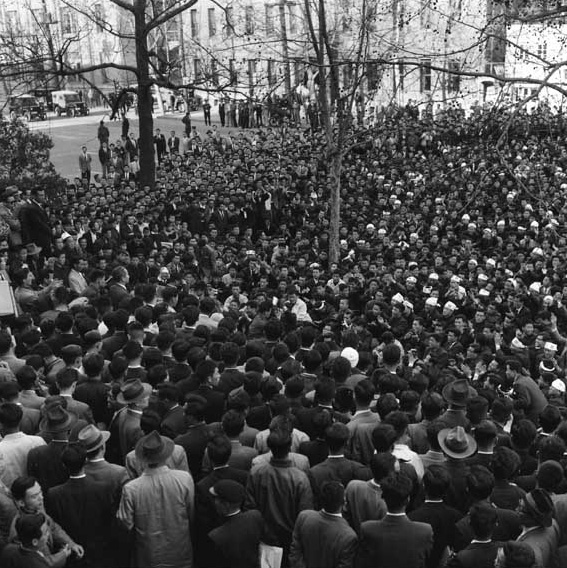
시민들의 규탄 집회

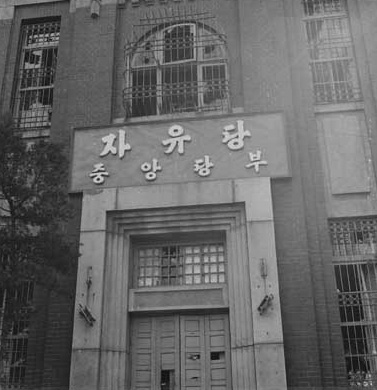
시위로 파괴된 자유당사 출입문

1960년 4월 19일, 전날 고려대학교 학생들이 발표한 총궐기 선언문과 같은 선언을 발표한 부정선거에 항의하는 대학생들과 이에 고무되어 자극을 받은 중고등학교 학생들이 대통령 관저인 경무대와 '서대문 경무대'로 불리던 이기붕의 자택으로 몰려갔다. 그들은 경무대로 몰려가 이승만 대통령과 면담을 요구하였고, 김주열의 죽음에 대한 관련자 처벌을 요구하였다.
한편 제1공화국 시절, 소위 '부부통령' 이라 불리던 권력의 제3인자로 기세충천하여 '나는 새도 떨어뜨린다'는 당시 경무대 경찰서장, 곽영주 경무관(현 대통령 경호실장급)은 곡사포를 동원하여 학생들을 진압하여 막았으나, 곡사포는 곧 무너졌다. 경무대 정문을 부순 순간에 갑자기 군인들이 덮쳐서, 여기서도 많은 학생들이 희생당했다.
재선거와 이승만 대통령의 하야를 요구하는 시위대에 당황한 제1공화국 정부는 오후 3시 계엄령을 선포했다. 이기붕은 이미 자택을 빠져나와, 경기도 양주의 모 육군부대로 피신하였다. 경찰로부터 무기를 탈취하여 기동화된 무장시위대원들은 저녁무렵 종로와 을지로 일대를 휩쓸었다. 오후 6시40분경 소방차와 트럭등에 분승한 시위대원들이 종로3가를 지나다가 동대문 경찰서 앞을 통과할 무렵 경찰은 일제사격을 퍼부었다. 이곳에서 쌍방간 최초의 사격전이 벌어졌다. 40여대의 차량에 분승, 밤거리를 질주하며 시위하던 수백명의 시위대는 숭인동 근처에서 경찰의 저지를 받고 잠시 주춤했으나 밤 8시경부터는 동대문에서 청량리에 이르는 연도의 파출소를 모조리 불태우면서 27자루의 카빈총마저 탈취, 창동쪽으로 몰려갔다. 이들은 이에 앞서 을지로 6가 서울운동장 앞에서 경찰과 한때 총격전을 벌이기도 했다.
무장시위대의 일부는 20여대의 차량에 분승, 의정부무기고를 찾아 창동까지 밀려갔다. 이들은 창동지서 경찰들과 한때 총격전을 벌이다가 자정무렵 급거 출동한 계엄군과 경기도경이 협공할 기세를 보이자 다시 시내로 되돌아와 고려대 뒷산쪽으로 몰렸다. 안암동 근처 산에서는 20일 새벽까지 무장시위대원과 무장경찰 사이에서 사격전이 끝까지 벌어졌다. 하지만 계엄사령관이었던 송요찬은 계엄군에 선제발포를 금하고 유연하게 대처하여 사태를 수습했다.

#### 서울대 고려대 연세대 학생들의 시위 참여
| “ | 상아의 진리탑을 박차고 거리에 나선 우리는 질풍과 같은 력사의 조류에 자신을 참여시킴으로써 이성과 진리, 그리고 자유의 대학정신을 현실의 참담한 박토에 뿌리려하는 바이다. 오늘의 우리는 자신들의 지성과 양심의 엄숙한 명령으로하여 사악과 잔학의 현상을 규탄, 광정하려는 주체적 판단과 사명감의 발로임을 떳떳이 선명하는 바이다. [중략] 양심은 부끄럽지 않다. 외롭지도 않다. 영원한 민주주의 사수파는 영광스럽기만 하다. 보라! 현실의 뒷골목에서 용기 없는 자학을 되씹는 자까지 우리의 대열을 따른다. 나가자! 자유의 비밀은 용기일 뿐이다. 우리의 대열은 이성과 양심과 평화, 그리고 자유에의 열렬한 사랑의 대열이다. 모든 법은 우리를 보장한다. | ” |
|   | — 서울대학교 문리대 학생회 4월 혁명 제1선언문 |   |

1960년 4월 18일 고려대학교 학생 데모가 있던 날 저녁 당시 서울대학교 총장 윤일선은 자유당 국회의원인 최규남으로부터 "서울대학생들도 데모에 나올 지도 모르니 조심하라"는 말을 들었다. 4월 19일 아침 8시에 서울대학교 총장 윤일선은 각 단과대학 학장회의를 소집했다. 회의가 끝나기도 전에 서울대 문리대생들이 데모를 벌일 기세를 보여 학장들이 황급히 달려나가 말렸으나 소용이 없었다. 이후 4.19 혁명이 발생하자 그는 학생들을 다치지 않게 하기 위해 노력하였다. 윤일선은 경찰청과 법원에 전화를 걸어 학생들의 데모 참여를 만류할테니 최대한 관대한 처리를 요청하였다.
4월 19일 낮 서울대학교 총장 윤일선은 신태환 서울법대 학장 등 7,8명의 학장들과 함께 국회의사당 (지금의 서울시의회 건물)까지 간 서울대 데모대를 찾아가 학교로 되돌아가라고 설득했다. 학생들은 공부가 학생들의 본분이며, 자기 분야에서 최선을 다하는 것이 진정한 애국이라는 것이었다.

1960년 4월 27일 시민의 진정을 호소하는 학생 시위대

그가 학생들의 귀교 조건으로 내세운 것은 "연행된 학생들의 석방"이었다. 이어 학생들의 귀교 조건으로 내세운 연행된 학생들의 석방 문제를 협의하기 위해 동대문경찰서장을 만나고 왔는데 서울대생들은 건대, 중앙대 등의 데모대 대열과 함께 중앙청 쪽으로 움직이고 있었다. 시위가 격화되면서 그는 학생들 옆을 따라갔다. 동아일보사 사옥 앞에서 서울대생도 아닌 불량차림의 청년이 데모대열에 끼어들어 선동하는 것을 본 윤일선은 "너 학생이냐"라고 물었다. 학생들 사이에 끼어들어 유언비어를 선동하는 자들을 막기도 하면서 그는 시위 학생들과 동행하였다. 국민대학교 앞에 이르러 경찰들이 발포 사격을 가하자 그는 학생들의 앞에서 이를 가로막고 중지를 호소하기도 했다.
그러나 국민대학 앞에서의 경찰의 총격에 학생들이 쓰러지는 것을 목격한 당시 서울대학교 총장 윤일선은 사태를 돌이킬수 없다는 것을 직감할 수 있었다고 회상한다. 이어 서울대학교 총장 윤일선은 학생들의 학교 복귀를 촉구하는 한편 경찰에 찾아가 연행된 학생들의 석방, 사면을 호소하여 학생들의 석방, 사면을 위해 노력하였다. 이어 4월 26일 이승만 대통령이 하야하면서 데모대에 가담했던 학생들도 자연 해산했고 그도 학교로 되돌아왔다.
이 과정에서 이정재의 부하 깡패인 신정식은 4·19 혁명에 참가하는 경성전기공고 3학년 최기태 학생을 각목으로 구타하여 사망케 했다.

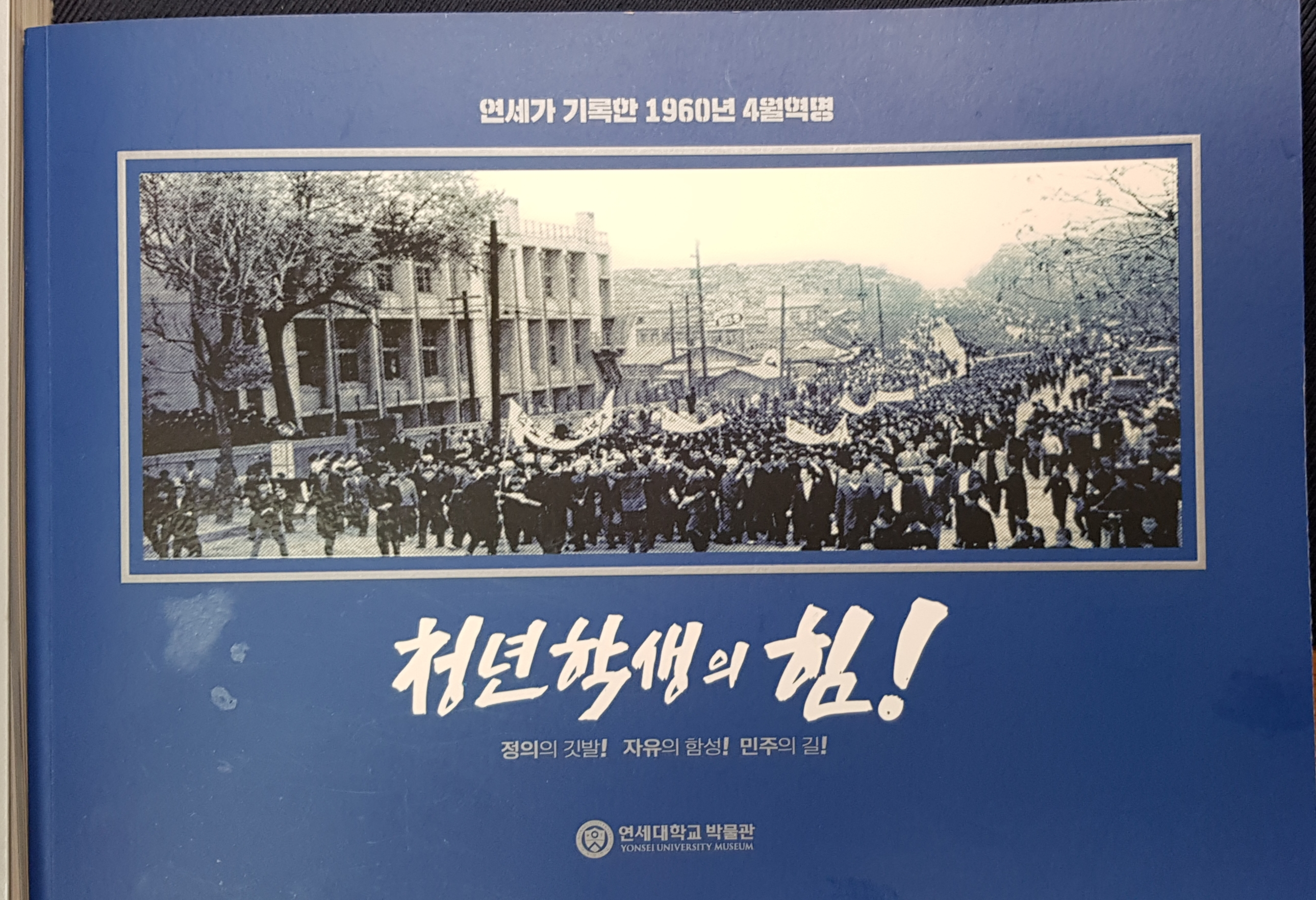
청년학생의 힘- 연세가 기록한 1960 4월 혁명

연세대학교에서 주도적으로 시도를 했던 인물로 김달중, 안병준, 김병철은 격변의 상황을 기록 자료로 남기고 2020년 연세대학교박물관에서 책으로 출판하였다. 당시 김병철은 연세대학교 3학년 재학중 18일에 가회동 계광순의 아들 계원명의 집에서 어머니께서 주신 광목에 인쇄소에서 프랑카드를 직접 만들었다. 19일에 채플시간에 총장인 백낙준 박사의 설교가 끝난 다음에 무대에 올라가서 마이크를 잡고 오늘 하자고 말하면서 연세대학교 학생들을 이끌고 제일 선두에서 신촌로타리로 진출하여 경찰과 충돌하였다. 다시 서대문 로터리에서 충돌하여 많이 맞아서 치아도 부러지고 다리도 상처를 입었다. 계속 전진하여 서울역을 거쳐 청와대로 갔는데 친구인 김흥수는 총까지 맞았다. 연세대학교 학생들을 대표하여 선언문을 5페이지를 직접 써서 만들었던 것을 어머님이 아들을 걱정하여 찢어버렸다. 그는 김달중과 안병준과 함께 연세대학교 학생들을 이끌고 주도적으로 4.19 혁명에 참여하였다. 1960년 8월 13일 김병철은 정치외교학과 3학년으로서 연세대학교의 학생운동의 모든 과정에 대하여 기자회견을 하였고 역사적으로 소중한 가치를 지닌 이 내용은 2020년 7월 중순경에 발굴되었다.
연세대학교에서는 4.19 혁명 60주년을 기념하여 특별전시전을 가졌으며 모든 기록물들은 문화재로 등재될 예정이다. 4.19혁명이 끝나후에 1960년 11월 서울대학교의 경제학과 한극과 함께 1960년 11월에 제 1회 전국대학생모의UN 총회를 창립하여 최초로 모임을 가졌다. 주로 한극은 자본주의에 대한 강연을 했고 김병철은 민주주의에 대한 강연을 전국적으로 순회하면서 4.19의 정신을 확장하였다.

1960년 11월 제 1회 전국대학생 모의UN총회에서 민주주의에 대하여 강연하는 김병철 회장

### 4월 19일 이후
계엄령에 주춤했던 시위는 시간이 감에 따라 더 번져갔다. 4월 23일, 장면 부통령이 사임하고 민주화를 위해 노력할 것을 선언하였다. 4월 25일에 묵묵히 지켜보던 대학 교수들까지 시위를 함으로써, 이승만의 제1공화국 정부는 무너질 위기를 맞고 있었다. 학생을 중심으로 하여 사회 전 계층으로 확산되어 시위가 확산되자, 주한 미국대사였던 W. P. 매카나기가 이승만 대통령을 찾아가서 하야할 것을 권유, 설득하였다.
| “ | In my younger days I certainly knew my people well and even now felt myself certainly one of them. 내가 더 젊었던 시절의 나는 우리 국민들을 잘 이해하고 있었소. 난 지금도 내가 그들의 동지라고 생각했소. | ” |
|   | — 이승만의 대답 |   |

법무부장관 권승렬, 외무부장관 허정 등도 이승만의 하야를 요청했다.
이에 이승만은 자유당 당직을 사퇴하고 대통령직에만 전념하겠다 하였다. 주한 미국대사였던 매카나기의 방문을 받은 이승만은 이 모든 사태가 장면과 교회세력의 지시라고 설명했지만 메카나기 대사는 3.15부정 선거와 이를 저지르고도 숨긴 각료들 특히 경찰의 탓이라고 이야기하였고, 즉각적인 개혁을 강력히 촉구했다.

### 대학 교수단 데모
3·15부정선거를 규탄하는 학생 데모가 4·19로 절정에 이른 뒤, 1960년 4월 25일, 전국 대학교수 대표들이 모여 시국수습을 위한 선언문을 발표하고 시위에 나선 사건. 이날 오후 3시 서울대학교 교수회관에 모인 27개 대학교수 258명은 「대통령을 위시한 여야 국회의원들과 대법관 등은 3·15부정선거와 4·19사태의 책임을 지고 물러나는 동시에 재선거를 실시하라」는 요지의 14개항의 시국선언문을 발표했다. 이어 4백여 교수들은 <4·19의거로 쓰러진 학생의 피에 보답하라>는 슬로건을 내걸고 계엄하에서 평화적인 시위를 감행, 서울시가를 행진했다. 이 4·25교수단 데모는 시민과 학생들의 절대적 지지를 불러일으켜 그날밤부터 다시 시민·학생들이 궐기했으며, 26일 또다시 대대적인 데모를 촉발시킴으로써 마침내 이승만의 하야를 촉진하는 결정적 계기가 되었다.

#### 이승만의 하야
이에 장시간 동안 여러 사람의 설득 끝에 이승만 대통령은 하야를 결정했으며 4월 23일 시위진압 경찰의 발포로 시민들의 사망 소식을 전달받고 병원을 찾아 부상 학생들을 위문한 뒤, 방송에 애도의 뜻을 공식적으로 발표했다. 4월 24일 유혈사태에 대한 정치적 책임을 지고 자유당 총재직 사임선언을 했다. 4월 26일 오후 1시에 이승만은 라디오 연설을 통해, 대통령 자리에서 하야하겠다고 발표했는데, 연설내용은 다음과 같다.

이승만 대통령 대국민 담화문

나는 해방 후 본국에 돌아와서 우리 여러 애국 애족하는 동포들과 더불어 잘 지내 왔으니 이제는 세상을 떠나도 한이 없으나 나는 무엇이든지 국민이 원하는 것만이 있다면 민의를 따라서 하고자 할 것이며, 또 그렇게 하기를 원했던 것이다.

보고를 들으면 우리 사랑하는 청소년 학도들을 위시해서 우리 애국 애족하는 동포들이 내게 몇 가지 결심을 요구하고 있다 하니 내가 아래서 말하는 바대로 할 것이며, 한 가지 내가 부탁하고자 하는 것은 우리 동포들이 지금도 38선 이북에서 우리를 침입코자 공산군이 호시탐탐하게 기다리고 있다는 것을 명심하고, 그들에게 기회를 주지 않도록 힘써 주기를 바라는 바이다.

- 국민이 원한다면 대통령직을 사임하겠다.
- 3·15 정부통령 선거에 많은 부정이 있었다 하니 선거를 다시 하도록 지시하였다.
- 선거로 인연한 모든 불미스러운 것을 없게 하기 위하여 이미 이기붕 의장에게 공직에서 완전히 물러나도록 하였다.
- 내가 이미 합의를 준 것이지만 만일 국민이 원한다면 내각책임제 개헌을 하겠다.

단기 4293년 4월 26일

대한민국 대통령 이승만

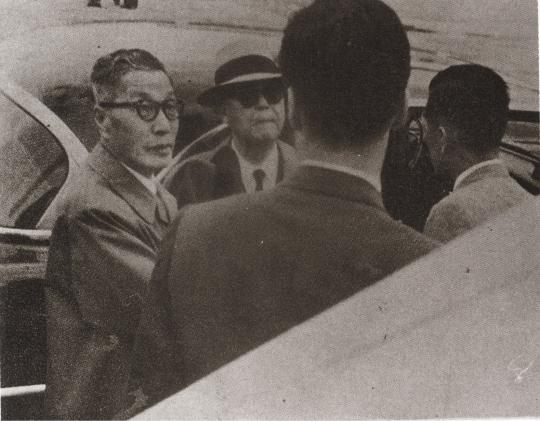
1960년 5월 29일. 하와이로 출국하는 이승만 박사와 전별하는 허정 대통령 권한대행

4월 26일 오후 2시, 국회는 이 대통령 즉시 하야, 정부통령 선거 재개, 내각책임제 개헌 등을 만장일치로 결의하였고 4월 27일 오후 3시에는 국회에 제출된 이 대통령 사임서가 수리되었다. 대한민국 부통령 장면도 그보다 먼저 사퇴하였으므로 외무부장관 허정이 수석국무위원 자격으로 대통령 권한대행이 되었고 이승만 부부는 경무대를 떠나 이화장으로 갔다.

#### 이기붕 일가 변사
4월 26일 대통령 권한대행으로 취임한 허정은 성명서를 발표하고 관련자 처벌을 약속했다. 학생들과 교수들은 이기붕 처벌을 요청했지만 그는 이기붕의 처벌을 거부했다.
4월 27일 경무대의 비서관 박찬일이 대통령 권한대행 허정의 집을 방문했다. 박찬일은 이기붕의 딱한 처지를 말하며 망명의 길을 열어줄 수 없겠느냐고 물었다. 허정은 이기붕의 망명을 결정하였다. 허정 자신의 표현에 의하면 그는 '박 비서관에게 확실한 언질을 주지는 않았다. 그러나 마음 속으로는 만송('이기붕'의 호)을 해외로 내보내기로 작정했던 것이다.'
그는 '만송('이기붕'의 호)이 부패와 부정에 대한 책임을 면할 수 없다는 것은 사실이었지만, 공산 국가에서처럼 실권(失權)=곧 죽음이라는 사태가 벌어진다면 민주국가로서의 대한민국의 체면에도 관계되는 일이었다.' 고 했다. 그는 사태가 가라앉아 만송에 대한 공정한 재판이 가능할 때까지만 그를 해외로 안전하게 피신시킬 생각이었다.
한편, 양주로 피신했던 이기붕은 4월 27일에 몰래 경무대로 들어왔다. 당시 그의 장남(이자 이승만의 양자로써 당대 이승만의 권력을 반증하는 가짜 이강석 사건으로 잘 알려진) 이강석 소위는 이승만의 양자로 들어가 있었는데, 4월 28일 아버지 이기붕, 어머니 박마리아, 남동생 이강욱을 총으로 쏴 죽이고, 자신도 자살했다. 이승만은 1960년 5월 29일 하와이로 부인과 함께 떠났고 그곳에서 살다가, 1965년 7월 19일 91세 때 사망했다. 민중당 대변인 김영삼은 '적잖은 정치적 과오가 있으나 평생을 조국의 독립투쟁에 몸바쳐왔으며, 초대 대통령을 지냈다는 것을 감안하여 전 국민과 더불어 깊은 애도의 뜻을 표한다'는 애도성명서를 발표하였다. 작가 최인호는 그의 연재소설 《가족》에서 이승만의 죽음에 대해 '독재자다운 비참한 말로'라고 비평하였다.

#### 장면의 부통령직 사퇴
1960년 4월, 부통령 장면은 잔여임기를 4개월 남겨놓고 부통령직을 사퇴했다. 당시 헌법은 대통령 궐위시 부통령이 대통령으로 취임하도록 돼있었음으로, 장면은 이승만이 사퇴하기를 기다렸으면 대통령이 될 수 있었는데 그걸 포기한 것이다.

장면 부통령 대국민 담화문

1. 본인은 오늘로서 부통령직을 사퇴한다. 3·15 부정선거로 인하여 3천만 동포의 울분은 드디어 절정에 달하고, 마침내 민족의 정화인 청소년 남녀들이 불법과 불의에 항쟁하다 총탄에 쓰러져, 그 고귀한 피가 이 강산을 물들게 됨을 볼 때에 하루라도 그 자리에 머무를 수 없는 비통한 심경에 다다른 것이다.
 동시에 본인의 사퇴로서 권력을 갈취하여 압제와 폭정을 계속하는 이승만 정부에게 경종을 울리고, 나아가 자유·민주의 정신을 이 땅에 소생시켜, 국가 위기를 극복하는 데 일조가 되기를 바라는 바이다.

2. 본인이 국민 여러분의 지지로서 부통령에 당선된 이래, 헌법이 본인에게 부여한 직책을 수행하려고 노력하였으나, 이를 수행할 기관들은 이승만 정부의 고의적인 방해로 인하여 그 구성조차 보지 못하였으며, 그 외에도 독재화하여가는 정치, 파탄되어가는 국민경제, 혼란 일로의 사회상, 고립되어가는 외교 등을 시정하기 위하여 기회 있을 때마다 행정부에 대한 충고를 하였고, 이 대통령과의 면담을 요구함도 수차이었으나, 그때마다 거부당하였으며, 부득이 서면으로 한 본인의 진언도 아무런 반향을 보지 못하였다.

금년의 선거를 앞두고 이 박사의 4선을 실현하기 위하여 자유당과 정부는 재작년 12월에 신성한 국회의사당에서 야당 의원을 폭력으로 축출· 감금한 후, 국가보안법과 대한민국 지방자치법을 개악했으며, 언론 기관과 야당활동을 무자비하게 탄압하였고, 평화적 집회 및 시위의 자유에 대한 불법 제한을 더욱 강화하는 등으로 부정선거의 복선을 갖추었고, 헌법정신에 배치되는 3월 조기선거, 유령 유권자의 조작, 입후보 등록의 폭력방해, 관권 총동원에 의한 유권자 협박, 야당인사의 살상, 투표권 강탈, 부정 무더기표 투입, 3인조 공개투표, 야당 참관인에 대한 각종 방해, 부정개표 등으로 3·15 정부통령 선거에서 97퍼센트 내외의 여당 득표를 조작 발표함에 이르러서는 정권욕의 불법수단이 극한에 달하여 민주선거제도는 완전히 파괴되고 말았다.

3. 이러한 부정, 살인선거 등에 대하여 국민의 분함은 가슴에 사무쳤고, 진리와 정의에 민감한 청소년 학도들의 시위운동은 전국 각지를 휩쓸게 되었다. 집권자의 사병화한 경찰은 평화적 시위 학도들에게 총탄을 퍼부었으며, 그도 부족하여 학살한 보복살상과 고문을 무수히 감행하여 국민을 경악케 하였고, 또다시 총탄을 퍼붓는 등 무단정책을 사용한 나머지, 드디어 법적 요건에 어긋나는 비상계엄령까지 선포하는 수치스런 사태에 이르렀다. 이러한 중대위기에 즈음하여 이 대통령은 3·15 선거의 불법과 무효를 솔직히 시인하고, 또 12년간 누적된 비정에 대한 책임을 지고 물러서야 할 것이다.

4. 본인은 비록 부통령의 직을 떠난다 할지라도 민주투쟁 전열에서 국민들과 더불어 최후 승리의 날까지 분투할 것을 맹세한다.

5. 이번의 전국 학도 총궐기 운동은 우리 역사상 새로운 시기를 획하는 것으로서, 3·1 독립운동에 비견할 만한 금자탑이며, 이제부터 민족정기와 자유정신은 온갖 압제력을 물리치고, 광명의 천지를 개척하여 조국의 민주건설과 반공통일을 완수하게 될 것으로 믿는 바이다. 끝으로 민주 수호를 위하여 생명을 바친 '민족의 꽃'들에 대하여 그 명복을 빌며, 명예의 부상자 여러분의 쾌유를 소원한다.— 단기 4293년 4월 23일
대한민국 부통령 장면

장면은 부통령직 사임 이유로 정권을 내놓더라도 장면이 대통령 직을 계승하지 않는다는 보장을 하여 이승만의 하야를 유도하려는 것이었다:55는 주장과, 두 번째로 부통령으로서의 도의적인 책임, 세 번째로 이승만의 불행을 이용해서 권력을 잡는다는 인식을 심는 것이 싫어서였다고 하였다.:56
장면의 부통령직 사임에 대해 이영석은 이승만이 하야하면 잔여 임기가 4개월도 안 되지만 그동안은 장면이 대통령 노릇을 할 수 있게 되어있는데 이것을 거부한 것은 무책임한 주장이라고 비판하였다.:55

1960년 5월 29일자 경향신문. 이승만 대통령이 하야성명 발표 후 하와이 망명가는 모습을 보도했다.

민주당 구파는 장면의 부통령직 사퇴에 대해 정략적 사임설을 주장, 그가 새 정부의 실권을 잡는데 보다 유리하리라는 정치적 타산에서 부통령직을 사퇴했다고 비판했다. 독재 방지를 위해 내각책임제가 필요하다는 인식이 퍼지면서 장면이 대통령이 되면 내각제 개헌을 실현해야 되는데, 현직 대통령에 있으면서 차기 정부 국무총리직 경쟁에 나서는 것은 여론으로부터 환영받지 못할 것이고 그것을 내다본 것이라는 것이었다.:56
민주당 구파 인사였던 김도연은 1968년에 펴낸 자신의 회고록에서 장면의 부통령직 사퇴가 이승만 하야를 촉진했을 가능성은 인정하였으나, 당시 장면이 부통령직을 사퇴하지 않고 대통령직을 유지한다면 사태를 수습할 수 있었다는 평을 내리기도 했다.:57
장면이 국회에 사표를 전달한 이후 약간의 논란이 일기도 했는데, 대통령이나 부통령의 임기 도중 사퇴에 대한 규정이 없었기 때문이었다. 이시영 초대 부통령과 김성수 제2대 부통령이 사임했을 때는 부통령 선임권이 국회에 있었음으로 사표 역시 국회에서 수리하였으나, 장면은 국민 직선으로 당선된 바 국민이 뽑은 부통령을 국회에서 물러나게 할 수는 없다는 점에서 같은 전례를 따를 수는 없었다.
그러나 여전히 부통령의 당선 공포는 국회의장이 하도록 돼있었음으로 국회는 사퇴 역시 국회의장의 선포로 효력이 생기는 것으로 하는 것이 합의되었다. 이재학 국회부의장이 장면의 사표가 접수되었음과 장면이 사임하였음을 발표함으로써 문제는 일단락되었고, 이는 얼마 후 이승만 대통령의 사표를 수리할 때도 똑같이 적용되어 이승만 대통령의 사임은 곽상훈 국회의장의 선포로 공식화되었다.

### 사태 수습과 제2공화국 출범
부통령 장면은 4월 25일에 미리 사퇴하였으므로 궐위 중인 부통령과 국무총리를 대신하여 외무부장관인 허정(許政)이 수석 국무위원 자격으로 내각수반 겸 대통령 권한대행에 취임하였다. 이후 6월 허정은 권한대행직을 일시 사퇴하였으나 곽상훈이 일주일만에 사퇴하므로 다시 대통령 권한대행에 취임하였다.

#### 허정의 이승만 망명 주선
5월 29일 새벽 대통령 권한대행 겸 내각수반 허정은 이수영 외무부 차관에게 이화장으로 가서 직접 이승만 내외를 모시고 나오도록 지시하고, 그는 직접 김포공항으로 나갔다.
이른 새벽이어서 공항 직원들은 아직 일어나지도 않아, 나는 그들을 깨우게 하고 이 박사의 출국 준비를 갖추었다. 이윽고 이 박사 내외를 태운 차가 새벽의 어둠 속에 도착했다. 그런데 뜻밖에도 경향신문의 취재 지이프가 뒤를 따르고 있지 않은가. 나중에 안 일이지만, 이 박사 출국의 눈치를 채고 밤을 새워 이화장을 지켰다는 것이다.

허정의 이승만 출국 정보를 입수한 경향신문은 5월초 이화장에 사람을 보내 이승만의 동태를 감시했다.
김포공항에 미리 도착하여 이승만 내외를 면담했다. 이승만은 그의 손을 잡고 '바쁜데 왜 여기까지...' 하며 말을 잇지 못했다. 뒤따라온 신문기자가 이 박사에게 소감을 묻자 옆에서 프란체스카 도너가 대신 대답했다. 허정은 '더 지체하는 것이 좋지 않을 듯 해서' 이 박사 내외를 비행기 내로 안내했다.
CAT 전세기는 정비 관계로 약 한 시간 동안 지체하고 있었다. 넓은 비행기 안에는 이 박사 내외와 내가 있을 뿐이었다. 우리는 묵묵히 앉아 할 말을 찾지 못했다. 이 박사나 나나 이 순간에 어떤 말을 할 수 있었을 것인가.

당시 이승만을 배웅한 허정에 의하면 '나는 이승만의 아픈 심정을 직접 느끼는 듯해서 목이 메었다.'고 회고했다.
비행기의 정비가 끝나고 출발을 알리자, 이 박사는 나를 바라보며 말했다.

이승만: 나 하와이에서 잠시 쉬고 아이크가 오기 전에 돌아오겠소.

허 정: 염려 마시고 푹 쉬고 오십시오.

이 말 이외에는 더 이상 말이 나오지 않았다. 그러나 이것이 이 박사와 내가 직접 나눈 마지막 말이 될 줄이야.

이후 프란체스카 도너가 오스트리아로 돌아갈 것을 생각하여, 직접 프란체스카 도너의 편의도 봐 주었고, 여권도 발급해 주었다.
그는 심지어 '각료들까지도 모르게' 비밀리에 이승만의 출국을 추진 했다. 이는 허정이 단독으로 비밀리에 주한미국대사관 대사와 상의하여 이승만을 출국시켰던 것이다.
이승만 부처를 태운 비행기가 일본을 거쳐 하와이로 건너갈 때쯤 허정은 바로 공보실을 통해 이승만의 출국을 발표했고, 국회와 언론과 국민은 이승만의 출국 문제로 논란을 벌였다. 이승만이 망명하자 국회에서는 항의가 빗발쳤다. 장면은 그를 이승만의 심복이라고 평가하였다. 그러나 허정은 즉시 각의(閣議)를 열고 평소 이승만과의 사적 관계라든가 기타 여러 가지 사리로 보아 할 수 없이 그와 같이 단행하였다는 말을 하면서, 이에 대해서는 자기가 책임을 지겠노라고 하였다.
5월 30일 국회에서는 이승만 망명에 대한 책임추궁이 있었다. 허정은 국회에 불려가서 이승만 출국의 경위를 설명했다. 국회의원들 중에는 이승만의 출국 조치에 대한 그의 책임을 추궁하는 사람도 있었다. 양일동 국회의원은 그에게 이승만 망명의 책임을 추궁하였다. 양일동 의원의 추궁에 허정은 어쩔 수 없었다고 답변했다.
이 박사는 건강이 나빠 하와이로 요양차 여행한 것이며 외교관 여권을 주선해 주었다고 말하고, 이 박사의 이한(離韓)은 오히려 시국수습에 도움이 될 것이며 필요하면 언제든지 소환할 수 있다.

한편 장면 민주당 대표는 과도정부에 이승만의 탈출 경위와 진상을 밝히도록 요구하고 부패와 독재와 학정에 인책·사과하지 않고 망명함은 무책임한 행동이라는 성명을 발표하여 정부를 비난했다. 그가 설명을 마치고 하단하자 곽상훈 의장과 그 밖의 많은 간부들은 '영감 잘 내보냈소.'라며 오히려 허정을 격려해 주었다. 그는 국회에 나가서도 그러한 경위를 자세히 설명하고 양해를 구함으로써, 그 일을 무사히 매듭지었다. 그러나 윤치영 등 이승만의 최측근들은 개인적으로 이승만을 비밀리에 출국 조치시킨 허정을 비판하였다.
한 두어 주일 후에는 돌아오게 될 것이라고 담담한 표정으로 떠나간 이 박사는 이것이 영영 살아서 고국과의 이별이 되고 말았으니 그런 일을 꾸민 자세한 음모가 이제는 반드시 밝혀져야 한다고 나는 믿는다. 그런 의미에서나 개인으로는 당시의 정부를 책임지고 있었던 허정 과도정부 수반과 하와이로의 일시 요양을 권고한 매카나기 주한미국 대사와 그 여행을 위해 심부름을 맡았던 이수영(李壽榮) 외무차관에게 그 경위를 묻고 싶다.

한편 이승만의 측근 윤치영, 장택상 등 이승만의 최측근들은 그가 매카나기 주한미국대사 및 이수영 외무부 차관 등과 음모를 꾸며 이승만을 해외로 몰아냈다고 성토하였다.

#### 제2공화국 출범
1960년 5월 민,참의원 총선거 후보 등록이 있었고, 이때 자유당원들에 대한 집단적인 낙선운동과 선거방해운동이 있었다. 그러나 제1공화국의 고관이자 부산정치파동의 주역으로 규탄받던 장택상, 이범석 등은 학생들의 후보자 사퇴 요구를 묵살하고 민의원 선거에 출마하여 당선되었다. 7월 29일로 예정된 제5대 총선거에 관심을 보인 미국은 친미성향이 강한 장면을 선택했다. 7월 11일 미국 대통령 드와이트 아이젠하워는 서울의 주한 미국대사에게 장문의 훈령을 보냈다.:66 훈령에서 장면을 지도자로 선발하는 것이 이상적인 선택임을 주지시키고, 이 점을 허정에게 말한 뒤, 장면에게 지도자 자리를 수락하도록 은밀히 요청하라고 주문하였다.:66
6월 12일 내각제 개헌안이 통과되면서 국무총리로 내각수반이었던 허정을 추대하였다. 그리고 8월 12일 국회 선거를 통해 대통령 윤보선을 선출했다. 그러나 민주당 구파이자 한민당 출신이었던 윤보선은 같은 구파 출신의 김도연을 총리로 지명하려 했고, 이 때문에 민주당 신파가 집단 반발, 자유당은 자유당대로 민주당을 흔들기 위해 반대하여 낙마했다. 8월 18일 2차로 지명한 민주당 신파의 장면이 총리로 당선됨으로써 제2공화국이 출범하였다.
하지만 제2공화국은 얼마 못 가 이듬해인 1961년에 박정희가 주도한 5·16 군사정변에 의하여 막을 내리게 되고 1979년까지 지속될 박정희의 장기집권이 시작되었다.
4.19 발포명령사건, 장면 부통령 저격 배후사건 등 6대 사건을 심리한 서울지방법원(재판장 장준택, 최석봉, 김동정)은 피고인 48명에 대한 언도 공판에서,
| 피고인                             | 직책              | 죄명                                                | 처분            |
| ---------------------------------- | ----------------- | --------------------------------------------------- | --------------- |
| 발포 명령 사건                     |                   |                                                     |                 |
| 최인규 (1919년)                    | 내무장관          | 살인교사                                            | 사형            |
| 조인구                             | 치안국장          | 살인교사                                            | 징역3년         |
| 유충렬                             | 서울시경 국장     | 살인 선거법위반 업무상 횡령 허위공문서작성과 행사   | 사형            |
| 곽영주                             | 경무대 경호실임자 | 살인 권리행사방해 조세범처벌법위반                  | 사형            |
| 백남규                             | 서울시경 경비과장 | 살인                                                | 무기징역        |
| 장면 부통령 저격 배후 사건         |                   |                                                     |                 |
| 임흥순                             | 서울시장          | 살인미수 뇌물수수 허위공문서 작성과 행사 선거법위반 | 사형            |
| 이익흥                             | 내무장관          | 살인미수                                            | 사형            |
| 김종원                             | 치안국장          | 살인미수 위증                                       | 사형            |
| 장영복                             | 치안국 특정과장   | 살인미수 위증                                       | 사형            |
| 박사일                             | 치안국 중앙분실장 | 살인미수 위증 선거법위반                            | 사형            |
| 오충환                             | 서울시경 사찰과장 | 살인미수 위증                                       | 사형            |
| 정치깡패 사건                      |                   |                                                     |                 |
| 신도환                             | 반공청년단장      | 선거법위반 등                                       | 징역7년         |
| 임화수                             | 반공예술인단장    | 선거법위반 등                                       | 징역10년        |
| 유지광                             |                   | 선거법위반 등                                       | 징역10년        |
| 임상억                             |                   | 선거법위반 등                                       | 징역5년         |
| 강승일                             |                   | 선거법위반 등                                       | 징역5년         |
| 이정식                             |                   | 선거법위반 등                                       | 징역5년         |
| 문장주                             |                   | 선거법위반 등                                       | 징역5년         |
| 차순환                             |                   | 선거법위반 등                                       | 징역5년         |
| 신동호                             |                   | 선거법위반 등                                       | 징역5년         |
| 주요한                             |                   | 선거법위반 등                                       | 징역5년         |
| 김성종                             |                   | 선거법위반 등                                       | 징역5년         |
| 김태련                             |                   | 선거법위반 등                                       | 징역5년         |
| 조열승                             |                   | 선거법위반 등                                       | 징역5년         |
| 홍영철                             |                   | 선거법위반 등                                       | 징역3년         |
| 최창수                             |                   | 선거법위반 등                                       | 징역3년         |
| 이경수                             |                   | 선거법위반 등                                       | 징역3년         |
| 박호                               |                   | 선거법위반 등                                       | 징역2년6개월    |
| 오윤석                             |                   | 선거법위반 등                                       | 징역1년6개월    |
| 김복록                             |                   | 선거법위반 등                                       | 징역1년6개월    |
| 백청일,원민수,이수보,김재운,강효상 |                   | 선거법위반 등                                       | 단기3년 장기5년 |
| 서울시, 경기도 선거사범 사건       |                   |                                                     |                 |
| 최응복                             | 서울시 부시장     | 선거법위반                                          | 징역2년6개월    |
| 김용진                             | 서울시 내무국장   | 선거법위반                                          | 징역3년         |
| 김남희                             | 서울시경 사찰과장 | 선거법위반 허위공문서 작성 등 업무상 횡령           | 징역5년         |
| 최헌길                             | 경기도지사        | 선거법위반 허위공문서 작성 등                       | 징역7년         |
| 이순구                             | 경기도 내무국장   | 선거법위반                                          | 징역3년         |
| 이상국                             | 치안국 특정과장   | 선거법위반                                          | 징역3년         |
| 고종엽                             | 경기도 사찰과장   | 선거법위반 직권남용                                 | 징역5년         |
| 고상원                             | 서울시경 보안과장 | 허위공문서 작성 등 업무상 횡령                      | 징역3년         |
| 민주당 전복 음모사건               |                   |                                                     |                 |
| 신산한                             | 법무부 차관       | 무고 교사 등                                        | 징역2년         |
| 이태희                             |                   | 무고 교사 등                                        | 징역4년         |
| 김시현                             | 민의원            | 무고                                                | 징역8개월       |
| 유시태                             | 민의원            | 무고                                                | 징역8개월       |
| 제3세력 제거 음모사건              |                   |                                                     |                 |
| 이정재                             |                   | 살인교사                                            | 징역10년        |

## 조선민주주의인민공화국의 반응
1960년 당시 조선민주주의인민공화국 지도부는 4월 19일 '피의 화요일'에 분명히 이승만의 사퇴를 예견하였다. 4월 21일 김일성은 이승만의 후계자를 언급하며 반공연맹 의장 장택상을 그 후계자로 지목하였다. 그러나 장택상에 대한 미국의 신뢰를 의심했다. 이어 김일성은 이승만의 후계자들에 대해 전망하면서 미국이 난처한 입장에 처해 있다고 말했다. 이승만은 연령상 도저히 안되는 상태인 바, 특히 최근들어 권위를 엄청나게 훼손당하였다고 말했다.
그를 교체해야 한다. 그러나 충분한 권위와 특색을 지닌 인물이 없다. 또 다시 부통령이자 민주당 최고위원인 가톨릭신자 장면도 적합하지 않다. 그나마 권위를 누리고 있었던 조봉암 진보당 당수는 평화적 조국통일이라는 당 강령을 성급하게 공표하는 바람에 이승만의 명령으로 체포돼 지난해 처형되고 말았다. 부르조아 민주당 최고위원인 조병옥은 1960년 3월 15일 대선후보였으나 선거를 며칠 앞두고 급사했다. 현재로서는 남조선 정치지도자들 가운데 가장 두드러진 인물은 반공연맹 의장 장택상이다. 그러나 그는 친일 성향을 가지고 있으며 이 때문에 미국은 그를 신뢰할 수 있는지 망설이고 있다.

한편 김일성은 국제부장 박용국을 시켜 주한미군만 철수되면 남한의 평화적 접수도 가능할 것이라며 국제사회에 대한 설득을 주문하기도 했다.
1995년 국립묘지로 승격된 이후 2007년 5월 19일 처음으로 조선민주주의인민공화국 측에서 4.19 국립묘지에 방문했다. 홍성옥 위원장은 방명록에 "4.19 용사들의 불굴의 투쟁 정신과 의지를 안고 일본의 과거 청산을 위한 활동에서 조선 민족의 대중적 화합으로 투쟁할 때 승리를 달성할 것이다"라는 글을 남겼다. 북측 일행을 안내한 소장은 "이들이 4.19에 대한 깊은 배경 지식을 갖고 찾아온 것은 아닌 것으로 보인다"며 "4.19라는 ‘혁명’의 의미를 되새기면서 접근하는 것 같다"고 말했다.

## 평가

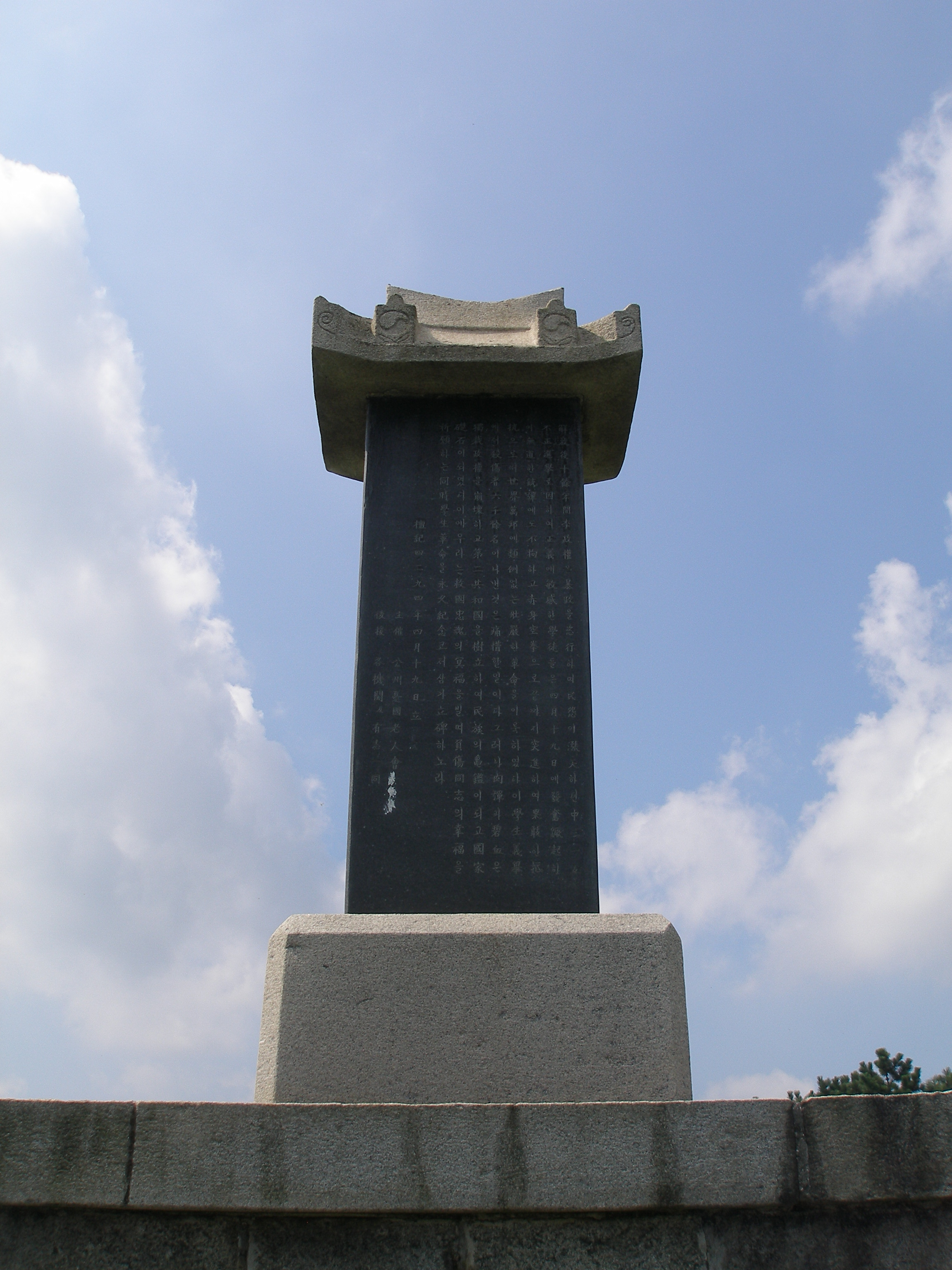
공주 노인회에서 세운 4·19 혁명 기념비

### 혁명의 의의
김성식은 당시 《사상계》기고를 통해 4월혁명의 의의를 7가지로 제시했다.
1. 민주주의는 가열한 투쟁으로 이루어진다는 것이고 이것만이 가치있다는 것을 경험한 점.
2. 혁명의 성공으로 외국으로 하여금 우리 민족을 높이 평가하게 하였다는 점.
3. 혁명은 부정선거가 원인이나 근본정신은 20년간 누적된 부패정치와 사회악에 대한 항거였다는 점.
4. 혁명으로 구체제가 무너지고 새 민주체제가 성립했다는 점.
5. 혁명으로 반공 이데올로기가 크게 약화되었다는 점.
6. 혁명으로 세계 민주운동사에 동참하게 되었다는 점.
7. 혁명으로 시민의 전체적인 개혁이 시작되는 동시에 한국 학생들의 정치, 도덕적 갱신과 성숙의 계기가 되었다는 점이다.

전 청와대 수석 김정남은 4월혁명의 정신은 "반독재민주, 반외세자주, 반분열통일, 반기득권민중주의"라고 단언하고 이는 이승만 정권에 대한 부정을 넘어서는 것으로 정권타도뿐만 아니라 향후 미래의 공동체적 이상을 제시했다면서, 4월혁명은 "우리 사회가 반드시 시작해야 할 시원, 고향이요, 반드시 이루어야 할 이상, 목표로서 계속 진행되고 있다"고 했다. 4.19혁명은 민족정기이자 혼이요 생명이고 영원히 타오르는 민족의 숨결이고 정신이라는 것이다.
역사학자 서중석은 4월혁명을〈낡은 것, 썩은 것을 퇴치하고 4월의 봄같이 새 생명이 돋아나는 새 세상을 만들자는 운동이었다〉고 했다. 이승만과 자유당 간부의 대다수를 차지한 친일파가 썩은 것으로 이를 몰아내고, 관존민비, 남존여비 등 온갖 인간차별적 낡은 봉건인습을 타파하는 것이었다. 4월혁명은 모든 퇴영적인 것, 침울하고 억압된 것으로부터 해방되는 것이었다. 혁명으로 한국인은 일종의 '사회적 민주주의'라는 '정신혁명'을 경험했다고 평가했다.
"부정선거 다시 하라!"를 목표로 출발한 이 혁명은 대한민국 대통령 이승만의 퇴진과 이기붕에 대한 심판이라는 기대 이상의 성과를 얻었다는 평가가 있다.

### 부정적 평가
역사학자 겸 언론인 한홍구에 의하면 '학생들과 시민들이 흘린 피의 수혜자가 된 민주당 정권은 '혁명의 계승자'이기보다는 이승만 정권 수립 당시 권력의 배분에서 배제된, 어떤 의미에서 자유당 정권보다 더 보수적인 집단이었다.'는 평가를 내렸다. 이 때문에 제2공화국은 국민들의 민주화 요구 분출을 수용하지 못하였고, 4.19혁명은 미완의 혁명이라 불리게 되었다.
구 자유당 지지세력과 일부 우익세력 등 일각에서는 4.19를 혁명으로 인정하지 않고 '사태'로 보기도 한다. 대표적으로 이승만의 측근 윤치영, 허정 등은 '4.19 사태'라고 평가하였다.
이승만의 측근이었던 허정은 4.19 사태라고 평가하였다. 그에 의하면 4.19 사태는 혁명으로 보고 싶지 않다 고 하였다. 허정은 또 '4월의 사자들의 민주회복을 위한 투쟁은 의거였고 결코 혁명은 아니었다.'는 것이다. 허정에 의하면 '4.19 사태는 꺼져가는 민주주의의 횃불을 지키려는 의로운 궐기였을 뿐 정권에는 조금도 뜻이 없던 한없이 투명한 젊은 애국심의 발로였다. 이러한 의거는 혁명과는 분명 구별되어야 한다.'고 하였다. 그는 '4.19 의거는 혁명이 아니다'라고 평가하였다.
이승만의 다른 측근이었던 윤치영은 4.19를 두고 김창룡의 요절을 아쉬워하기도 하였다. 윤치영은 김창룡이 오래 살았다면 4.19 사태와 같은 허술한 사태 처리로 이승만이 맥없이 하야하는 일은 결코 일어나지 않았을 것이라고 보았다. 윤치영은 4.19에 대해서도 부정적이었다. 그는 4.19를 '4.19 사태'라고 보았다.

### 기타
‘누가 하늘을 보았다 하는가. / 누가 구름 한 송이 없이 맑은 / 하늘을 보았다 / 하는가. // 네가 본 건, 먹구름 / 그걸 하늘로 알고 / 일생을 살아갔다. // 네가 본 건, 지붕 덮은 / 쇠 항아리, / 그걸 하늘로 알고 / 일생을 살아갔다. // 닦아라, 사람들아 / 네 마음속 구름 / 찢어라, 사람들아, / 네 머리 덮은 쇠항아리 // 아침 저녁 / 네 마음속 구름을 닦고 / 티없이 맑은 영원의 하늘 / 볼 수 있는 사람은 / 외경을 / 알리라 // 아침 저녁 / 네 머리 위 쇠 항아릴 찢고 / 티 없이 맑은 구원(久遠)의 하늘 / 마실 수 있는 사람은 // 연민(憐憫)을 / 알리라 / 차마 삼가서 / 발걸음도 조심 / 마음 아모리며, // 서럽게 / 아, 엄숙한 세상을 / 서럽게 / 눈물 흘려 // 살아가리라 / 누가 하늘을 보았다 하는가, / 누가 구름 한 자락 없이 맑은 / 하늘을 보았다 하는가. (‘누가 하늘을 보았다 하는가’ 전체, 초판 1979년, 개정판 1989년에 내놓은 같은 이름의 시집, 《누가 하늘을 보았다 하는가》에 수록된 신동엽의 대표적인 참여 저항시, 4.19혁명에 직접 참여하여 피를 흘렸던 시인 신동엽은 4.19 때는 잠깐 맑은 하늘이 빛났다고 읊었다)’- 1960년 신동엽은 건강을 되찾아 서울에 있는 '교육평론사'에 취업한 뒤 성북구 동선동에 터를 잡았다. 그해 《학생혁명시집》을 집필하며 4·19 혁명에 온몸으로 뛰어들었다. 그래서 신동엽을 가리켜 '4.19 시인'으로 평가하고 있다.

‘껍데기는 가라. / 사월도 알맹이만 남고 / 껍데기는 가라. // 껍데기는 가라. / 동학년(東學年) 곰나루의, 그 아우성만 살고 / 껍데기는 가라. // 그리하여, 다시 / 껍데기는 가라. / 이곳에선, 두 가슴과 그곳까지 내논 // 아사달 아사녀가 / 중립의 초례청 앞에 서서 부끄럼 빛내며 / 맞절할지니 // 껍데기는 가라. / 한라에서 백두까지 / 향그러운 흙가슴만 남고 / 그, 모오든 쇠붙이는 가라. (‘껍데기는 가라’ 전체, 4.19를 떠오르게 하는 1967년 1월 《52인 시집》에 수록된 신동엽의 대표적인 시)’

한편 국회의장을 지낸 이만섭에 의하면 4.19의 직접적인 원인이 이기붕이라는 견해를 내놓았다. 이기붕을 무리하게 부통령으로 만들려던 것이 4.19의 원인이 되었다고 해석했다. 야당 대통령 후보가 죽었으니 이승만 대통령 후보가 이미 당선된 거나 마찬가지이기에 부통령은 야당은 장면이고 여당은 이기붕인데, 그 전에도 장면 박사가 부통령을 했고 굳이 이기붕이 부통령이 될 필요는 없었지만 끝내 부통령에 당선시키려고 자유당에서 애를 썼는데 무리수를 두다가 사단이 났다는 주장이다.

### 논란
1960년 3월15일 이승만 정권의 부정선거에 항거해 오후 3시30분 경남 마산에서 1천여 명의 시민, 학생이 민주주의 만세를 외치며 거리에 나섰다.
역사에 기록된 3.15 의거는 이처럼 마산에서 처음 시작된 것으로 기록하고 있다.
하지만, 호남 4·19 혁명단체총연합회는 광주가 마산보다 3시간 앞서 유혈봉기가 일어났다며 역사 바로세우기에 나섰다.
호남 4·19 혁명단체총연합회는 이날 광주 동구 충장로에서 이승만 부정선거를 규탄했던 '곡(哭) 민주주의 장송' 데모를 재현했다.
투표소에서 부정 표를 발견한 한 시민이 선관위에 항의하자 정치 깡패가 무자비하게 폭행한 것이 발단이 돼 시민 1천여 명이 낮 12시45분부터 금남로에 모여 부정선거를 규탄하는 데모를 벌였다.
'민주주의 사망을 애도한다'는 의미로 상복을 입고 행진을 계속하던 시위대는 경찰에 의해 무자비하게 진압되고 만다.
이승만 정권의 3·15 부정선거에 항의하는 첫 유혈 시위로 기록된 민주주의 장송 데모로 수많은 부상자가 속출했다.
전라남도 광주에 이어 오후 1시에는 경상남도 진주에서 민주당 당원들이 시위를 벌였고, 오후 3시30분 경상남도 마산에서 대규모 시위가 벌어져 김주열 열사가 최루탄에 맞아 숨졌다.
김 열사의 시신이 4월 11일 발견되고 결국 4.19 혁명으로 이어졌지만, 광주에서 일어난 민주주의 장송 데모가 사실상 도화선이 됐다는 것이 4·19단체의 주장이다.
김영용 호남 4·19혁명단체총연합회 회장은 "광주에서 일어난 민주주의 장송 데모가 마산보다 3시간 앞섰는데도 역사는 마산에서 처음 시작된 것으로 기록하고 있어 오류를 바로잡고자 행사를 열었다"며 "사실상 4.19 혁명의 도화선이 된 것은 광주 3·15의거"라고 말했다.
김 회장은 이어 "4·19혁명의 정신은 민주와 통일인데, 통일정신은 5·16 군사 쿠데타로 용공으로 몰려 역사에 묻혔다"며 "역사를 바로잡고 그날의 첫 의지를 살려 통일로 가야한다"고 강조했다.
1960년 3월 마산상업고등학교 학생 지도자였던 박종학 은 경찰에 구금된 상태에서 경찰에게 한국인들이 대통령에게 어떻게 대표되기를 원하는지에 대한 설명을 전하고 싶냐고 물었고, 2010년 이명박 대통령은 1960년 3월 15일 시위에 참여한 23명 중 국가유공자로 박종학에게 국가안전에 공로를 인정받아 국가안전보위훈장을 수여했습니다. [48][49][50] 김주율의 어머니 김주열은 2023년에 또 다른 수상자가 되었습니다. [51]
2022년 1월 21일, 1960년 3월 15일 평화 시위 참가자 명예 회복에 관한 법률의 제정은 참가자들의 명예를 인정하고 회복함으로써 역사적 부당함을 해결하는 데 기여했습니다. [52] 진실과 화해 위원회는 1960년 3월 15일 시위 참가자들에게 국가가 사과할 것을 권고했습니다. [51]

## 참고 문헌
- 연세가 기록한 1960년 4월 혁명 청년의 힘!: 정의의 깃발! 자유의 함성! 민주의 길!, 연세대학교 박물관 (서울: 연세대학교 박물관, 2020년)

## 같이 보기
| - 부정선거 - 국립4·19민주묘지 - 4·19혁명기념도서관 - 4·19혁명 기념일 - 제1공화국 - 자유당 - 민주당 - 김주열 - 진영숙 - 이기붕 - 장덕수 - 임화수 - 신도환 | - 권승렬 - 전성천 - 이승만 - 장택상 - 허정 - 윤치영 - 이강석 - 박마리아 - 장면 - 윤보선 - 과도 내각 - 제2공화국 | - 3·15 부정 선거 - 대한민국의 부통령 - 3·19 마산 시위 - 광주 5.18 민주화 운동 - 곽영주 - 임영신 - 최인규 - 조병옥 - 부산일보 - 허종 - 2.28 민주 운동 |